# Мисс большая грудь
«Мисс большая грудь» — второй студийный альбом рэп-группы «Мальчишник», выпущенный фирмой RDM на компакт-дисках в июле 1993 года. Компакт-диск был выпущен тиражом в две тысячи экземпляров.
Издание является CD-интерпретацией альбома «Поговорим о сексе» (1992). Помимо старых треков содержит три новых: «Мисс большая грудь», «Последний раз» и «Малолетняя б…».

## Об альбоме
В период записи альбома в 1992 году участник группы, Андрей «Дэн» Котов, поссорился с продюсером Алексеем Адамовым, в результате чего покинул группу. Вместо него в группу пришёл «Олень» (Олег Башкатов), которого пригласил Андрей «Дельфин» Лысиков. «Олень» участвовал в записи песен «Секс-контроль» и «Порнография» вместе с «Дельфином» и «Мутабором». Его имя как участника группы упоминается в песне «Секс-контроль».

## Критика

### Ретроспектива
В 2004 году Нина Беляева упомянула в книге «Новейшая история отечественного кино. 1986—2000» о том, что к моменту выпуска компакт-диска магнитоальбомы «Мальчишника» «неизменно попадают в десятку хитов студий звукозаписи».

## Список композиций
| №   | Название                                      | Текст песни | Музыка                 | Длительность |
| --- | --------------------------------------------- | ----------- | ---------------------- | ------------ |
| 1.  | «Мисс большая грудь»                          | Дельфин     | Мутабор                | 4:03         |
| 2.  | «Клава»                                       | Дельфин     | Мутабор                | 4:50         |
| 3.  | «Танцы»                                       | Дельфин     | Мутабор, Михаил Воинов | 4:03         |
| 4.  | «Порнография»                                 | Дельфин     | Мутабор                | 3:46         |
| 5.  | «Сестра»                                      | Дельфин     | Мутабор                | 4:00         |
| 6.  | «Последний раз»                               | Дельфин     | Мутабор                | 5:37         |
| 7.  | «Малолетняя б…»                               | Дельфин     | Мутабор                | 3:39         |
| 8.  | «Секс-контроль»                               | Дельфин     | Мутабор                | 5:09         |
| 9.  | «Секс без перерыва»                           | Дельфин     | Мутабор                | 3:48         |
| 10. | «Rock’n’Roll»                                 | Дельфин     | Мутабор                | 4:21         |
| 11. | «Майк Тайсон»                                 | Дельфин     | Мутабор                | 4:44         |
| 12. | «Поговорим о сексе (инструментальная версия)» |             | Мутабор                | 3:51         |

Чарты и ротации
Осенью 1993 года песня «Последний раз» находилась в хит-параде «Чёртова дюжина капитана Фанни» по результатам ротации в передаче «Танцевальная академия», которую вёл Владимир «DJ Фонарь» Фонарёв на радио «Максимум». Результат был опубликован в журнале Bravo.
По данным интернет-проекта Moskva.FM, девять песен из альбома — «Мисс большая грудь», «Последний раз», «Секс без перерыва», «Танцы», «Сестра», «Я хочу тебя», «Ночь», «Я не буду с тобой» и «Поговорим о сексе» — были в ротации нескольких российских радиостанций с 2008 по 2015 год. При этом песня «Секс без перерыва» является самым популярным треком группы на радио, который за семь лет с 2008 по 2015 год прослушали тридцать тысяч раз.